# Теранова (Кјети)
Теранова је насеље у Италији у округу Кјети, региону Абруцо.
Према процени из 2011. у насељу је живело 58 становника. Насеље се налази на надморској висини од 298 м.